# Armando Bó
|  | Aquest article tracta sobre director i actor. Si cerqueu guionista, vegeu «Armando Bó Jr». |

Armando Bó (Buenos Aires, 3 de maig de 1914 - Buenos Aires, 8 d'octubre de 1981) va ser un director de cinema, actor i productor de cinema argentí, conegut en Iberoamèrica per les pel·lícules sexploitation que va realitzar protagonitzades per Isabel Sarli. Sarli va ser parella de Bó durant gairebé tota la seva vida, encara que mai es van casar.
Les escenes de nuesa a El trueno entre las hojas (1957), són les primeres del seu tipus en el cinema argentí. Armando Bó també es va destacar com a productor i actor, principalment en la pel·lícula Pelota de trapo, dirigida per Leopoldo Torres Ríos, considerada un de les fites del cinema argentí. És pare de l'actor i productor de cinema Víctor Bó, i avi del director i guionista Armando Bó Jr.

## Biografia
Armando Bó es va iniciar al cinema com a actor i productor, vinculat al respectat director Leopoldo Torres Ríos i al cinema orientat als temes del futbol, com a fenomen social. En aquesta etapa i associat amb Elías Hadad, el 1948, es van destacar a fundar la SIFA (Sociedad Independiente Filmadora Argentina), destinant-hi tot el capital de tots dos, estimat en 40.000 pesos de llavors.
Amb aquesta productora van realitzar diverses pel·lícules Pelota de trapo, dirigida per Leopoldo Torres Ríos, ssobre un argument del conegut periodista esportiu Borocotó, i protagonitzada per ell mateix, Semillita, el nen Toscanito (que es va fer famós en aquesta pel·lícula), i diversos dels jugadors i personalitats més destacades del futbol argentí. La pel·lícula va ser un gran èxit, és considerada una de les més importants de la història del cinema argentí, model del neorealisme de postguerra a Amèrica Llatina, i exemple del treball cinematogràfic amb nens. Després van seguir moltes altres grans pel·lícules, la majoria protagonitzades per Isabel Sarli.
A partir de 1957, ja separat del seu soci Elías Hadad, a El trueno entre las hojas, sobre un llibre de l'escriptor paraguaià Augusto Roa Bastos, Bó va començar a treballar amb Isabel Sarli en la línia del cinema eròtic-popular, amb drames i comèdies, aviat tornant-se el paradigma iberoamericà del gènere.
Gràcies a les seves pel·lícules al costat de Sarli Bó va aconseguir enorme èxit a l'Argentina i a Iberoamèrica, i una considerable difusió als Estats Units i Europa, a més de collir fanatisme en altres cineastes, com en el cas del reconegut director estatunidenc John Waters.
A causa de les seves pel·lícules eròtiques, Bó va mantenir permanents conflictes amb els sistemes de censura dels governs argentins (i les dictadures militars que els van interrompre) quan aquestes eren estrenades.

## Filmografia

### Director
- 1954: Sin familia
- 1955: Adiós muchachos
- 1958: El trueno entre las hojas
- 1959: Sabaleros
- 1960: India
- 1960: ...Y el demonio creó a los hombres
- 1961: Favela
- 1962: La burrerita de Ypacaraí
- 1963: Pelota de cuero
- 1964: Lujuria tropical
- 1964: La leona
- 1964: La diosa impura
- 1965: La mujer del zapatero
- 1966: Días calientes
- 1966: La tentación desnuda
- 1967: La señora del Intendente
- 1968: La mujer de mi padre
- 1968: Carne
- 1969: Fuego
- 1969: Desnuda en la arena
- 1969: Éxtasis tropical
- 1972: Fiebre
- 1973: Furia infernal
- 1974: Intimidades de una cualquiera
- 1974: El sexo y el amor
- 1976: Embrujada
- 1977: Una mariposa en la noche
- 1979: El último amor en Tierra del Fuego
- 1979: Insaciable
- 1980: Una viuda descocada

### Actor
- 1939: Ambición (1939), com a extra
- 1939: Chimbela
- 1939: ...Y mañana serán hombres
- 1940: Fragata Sarmiento
- 1940: Un señor mucamo
- 1940: Nosotros…los muchachos
- 1941: El más infeliz del pueblo
- 1941: Si yo fuera rica (1941), com a Mario Mármol
- 1941: Joven, viuda y estanciera
- 1941: Mamá Gloria
- 1941: Cándida millonaria
- 1942: Melodías de América
- 1942: La maestrita de los obreros
- 1942: La novela de un joven pobre
- 1942: Tú eres la paz
- 1944: Se abre el abismo (1944), com a Lucio Terrada
- 1945: La cabalgata del circo
- 1945: Villa Rica del Espíritu Santo
- 1946: Els tres mosqueters (Los tres mosqueteros)
- 1947: Si mis campos hablaran (1947), com a Simón
- 1948: La caraba
- 1948: Pelota de trapo (1948), com a Eduardo Díaz, àlies Comeúñas
- 1949: Su última pelea
- 1950: Sacachispas
- Armando Bó i Isabel Sarli en una foto publicitària d'Una mariposa en la noche.1950: Con el sudor de tu frente

Armando Bó i Isabel Sarli en una foto publicitària d'Una mariposa en la noche.

- 1950: Fangio, el demonio de las pistas
- 1951: Mi divina pobreza
- 1953: En cuerpo y alma (1953), com a Antonio Núñez
- 1953: Honrarás a tu madre
- 1953: El hijo del crack (1953), com a Héctor Balazo López
- 1954: Muerte civil (1954), com a Conrado Berni
- 1958: El trueno entre las hojas
- 1959: Sabaleros
- 1960: ...Y el demonio creó a los hombres
- 1962: La burrerita de Ypacaraí
- 1963: Pelota de cuero
- 1964: Lujuria tropical
- 1964: La leona
- 1964: La diosa impura (1964), com a Reynoso
- 1965: La mujer del zapatero
- 1966: La tentación desnuda (1966), com a José María
- 1968: La mujer de mi padre
- 1968: Fuego (1969), com a Carlos
- 1969: Éxtasis tropical
- 1972: Fiebre
- 1973: Furia infernal
- 1974: Intimidades de una cualquiera
- 1974: El sexo y el amor
- 1976: Embrujada
- 1977: Una mariposa en la noche
- 1979: El último amor en Tierra del Fuego
- 1979: Insaciable

### Productor
- 1948: Pelota de trapo
- 1949: Su última pelea
- 1950: Sacachispas
- 1950: Con el sudor de tu frente
- 1950: Fangio, el demonio de las pistas
- 1951: Mi divina pobreza
- 1951: Yo soy el criminal
- 1953: En cuerpo y alma
- 1953: Honrarás a tu madre
- 1953: El hijo del crack
- 1954: La Tigra
- 1954: Días de odio
- 1954: Muerte civil
- 1955: Adiós muchachos
- 1958: Sin familia
- 1958: El trueno entre las hojas
- 1959: Sabaleros
- 1960: India
- 1960: ...Y el demonio creó a los hombres
- 1962: La burrerita de Ypacaraí
- 1963: Pelota de cuero (Historia de una pasión)
- 1964: Lujuria tropical
- 1964: La leona
- 1965: La mujer del zapatero
- 1966: Días calientes
- 1966: La tentación desnuda
- 1967: La señora del Intendente
- 1968: La mujer de mi padre
- 1968: Carne
- 1969: Desnuda en la arena
- 1971: Fuego
- 1972: Fiebre
- 1973: Furia infernal
- 1974: Intimidades de una cualquiera
- 1974: El sexo y el amor
- 1977: Una mariposa en la noche
- 1979: El último amor en Tierra del Fuego
- 1979: Insaciable
- 1980: Una viuda descocada

### Guionista
- 1959: Sabaleros
- 1960: ...Y el demonio creó a los hombres
- 1961: Favela
- 1962: La burrerita de Ypacaraí
- 1963: Pelota de cuero (Historia de una pasión)
- 1964: Lujuria tropical
- 1964: La diosa impura
- 1964: La leona
- 1965: La mujer del zapatero
- 1966: Días calientes
- 1966: La tentación desnuda
- 1967: La señora del Intendente
- 1968: La mujer de mi padre
- 1968: Carne
- 1969: Éxtasis tropical
- 1969: Desnuda en la arena
- 1971: Fuego
- 1972: Fiebre
- 1973: Furia infernal
- 1974: Intimidades de una cualquiera
- 1974: El sexo y el amor
- 1976: Embrujada
- 1977: Una mariposa en la noche
- 1979: El último amor en Tierra del Fuego
- 1979: Insaciable
- 1980: Una viuda descocada

### Bandes musicals de pel·lícules
- 1962: La burrerita de Ypacaraí
- 1963: Pelota de cuero (Historia de una pasión).
- 1964: Lujuria tropical
- 1964: La leona
- 1965: La mujer del zapatero
- 1966: La tentación desnuda
- 1967: La señora del Intendente
- 1968: La mujer de mi padre
- 1968: Carne
- 1969: Desnuda en la arena
- 1971: Fuego
- 1977: Una mariposa en la noche
- 1979: El último amor en Tierra del Fuego
- 1979: Insaciable
- 1980: Una viuda descocada